# FV Гончих Псов
FV Гончих Псов (лат. FV Canum Venaticorum) — тройная звезда в созвездии Гончих Псов на расстоянии приблизительно 1229 световых лет (около 377 парсек) от Солнца.
Пара первого и второго компонентов — двойная затменная переменная звезда типа W Большой Медведицы (EW). Звёздная величина диапазона белого звезды — от +12,15m до +11,77m. Орбитальный период — около 0,3154 суток (7,5687 часа).
Открыта группой астрономов проекта ROTSE-1 в 2000 году**.

## Характеристики
Первый компонент — жёлтый карлик спектрального класса G6, или G7. Масса — около 1,069 солнечной, радиус — около 0,958 солнечного, светимость — около 0,736 солнечной. Эффективная температура — около 5470 K.
Второй компонент — жёлтый карлик спектрального класса G. Масса — около 1,145 солнечной, радиус — около 1,216 солнечного, светимость — около 0,911 солнечной. Эффективная температура — около 5120 K.
Третий компонент. Масса — не менее 0,73 солнечной. Орбитальный период — около 17,65 года. Удалён в среднем не более чем на 5,27 а.е..